# Граф фон Знак
Граф Дракула[уточнить] фон Знак, также известный как Граф Знак (англ. Count von Count) — герой детского шоу «Улица Сезам», появившийся в 1972 году. Представляет собой вампира а-ля Бела Лугоши в роли Дракулы, помешанного на подсчёте предметов. Дебютировал в шоу в 1972 году в 4-м сезоне, считая кубики в скетче с участием Власа и Еника.

## Описание

### Любовь к счёту
Граф Знак в шоу обучает детей счёту предметов. Будучи дружелюбным, он буквально помешан на счёте и обязательно считает всё, что ему подвернётся под руку, что иногда возмущает других героев шоу. Так, в выпуске 0746 (6-й сезон 1975 года) он заставил Еника отвечать на телефонные звонки, пока будет что-нибудь считать, однако когда телефон начал звонить, сам стал считать звонки (коих было 5), не давая Енику взять трубку. Когда Еник добрался до трубки, звонить уже прекратили, в ответ на что Знак упрекнул Еника в медлительности, хотя сам предупреждал, что отвечать на звонки нелегко. В выпуске 2283 (18-й сезон, 1987), работая лифтёром, он не мог отвезти Кермита на нужный этаж, поскольку увлёкся подсчётом этажей. В выпуске 3489 (27-й сезон, 1996) он хитростью заставил Оскара сказать «Нет» 17 раз, поскольку пытался найти что-либо, что соответствовало бы числу 17. Всякий раз Граф возмущается, если его сбивают со счёта, и грустит, если ему нечего посчитать.
Согласно BBC News, радиоведущий Тим Харфорд, работающий на программе More or Less, взял интервью у Графа Знака, который назвал своим любимым числом 34969, поскольку это «вещь с квадратным корнем» (это квадрат числа 187). Также Граф шутил, что всегда появляется из любой точки мира на экранах в 14:30, поскольку в это время выходит сюжет с ним, или в относительно позднее время (14:31).

### Быт
Граф фон Знак живёт в старинном замке, где много паутины, с летучими мышами и кошкой по кличке Фаталита. В выпусках показывается Бельвередский замок в Центральном парке Нью-Йорка как место жительства графа. Своё детство он провёл в Карпатах, а сам говорит с сильным восточноевропейским акцентом, что отчасти подтверждает версию о его румынском происхождении. Его летучие мыши носят русские имена — Гриша, Миша, Саша и Татьяна. Граф называет их своими детьми и сам их пересчитывает. В доме Знака постоянно скрипучая дверь, и каждый раз, когда кто-то говорит о скрипящей двери, то сбивает Графа со счёта. У него есть собственный автомобиль — Знакмобиль (отсылка к Бэтмобилю). В шоу упоминаются многочисленные возлюбленные Графа, также являющиеся графинями. Это Графиня Наоборот (англ. Countess von Backwards), которая появилась в 28-м сезоне шоу и отличается тем, что всегда считает наоборот; графиня Далинг фон Далинг (с 12-го сезона) и просто женщина по имени Графиня (с 8-го сезона). Граф упоминал среди родственников брата, маму, дядюшку Уно и бабушку с дедушкой. Внешне Знак похож на вампира клыками, но при этом отражается в зеркале и гуляет на солнце.

### Исполнение
Фирменной песней графа является песня «The Song of the Count», написанная Джеффом Моссом по мотивам венгерского чардаша (в принципе, музыкальное сопровождение в сюжетах с Графом основано на венгерской или еврейской музыке). Роль Графа исполнял Джерри Нельсон, который был кукловодом многих персонажей до 2004 года, но после болезни остался только кукловодом Графа. Через несколько лет он доверил обязанности кукловода Мэтту Фогелю, сохранив за собой озвучку. После кончины Нельсона в 2012 году Фогель стал и голосом Графа Знака, и кукловодом.

## История
Первая серия с участием Знака состоялась в сезоне 4 (серия 406), автором персонажа считается Норман Стайлз, который написал сценарий для первой серии с его участием. Фирменное приветствие Графа Знака на английском звучало как «Greetings. I am the Count. They call me the Count, because I LOVE to count... things». Имя было игрой слов, поскольку слово count означает и титул графа, и глагол «считать», но эта игра в переводе на другие языки терялась. В первой серии Еник просил Власа присмотреть за его пирамидой из кубиков, пока он бегал за фотоаппаратом. Рядом проходил Граф Знак, который начал считать кубики в пирамиде и разобрал пирамиду Еника, несмотря на попытки Власа помешать Знаку. Затем Знак собрал пирамиду, пересчитав кубики, но, не поняв, чего требовали Эрни и Влас, опять разобрал пирамиду. Джерри Нельсон озвучивал Графа до своей смерти, а затем кукловодом и голосом стал Мэтт Фогель, который дебютировал с песней «Counting the Yous in YouTube», посвящённой миллиарду просмотров канала Улицы Сезам на Youtube.
В первых выпусках Граф Знак выглядел как злодей, поскольку появлялся с закрытым плащом лицом, как у Бела Лугоши под сопровождение нагнетающей атмосферу органной музыки, а если ему кто-то мешал, то граф кричал «Молчать!» (англ. Silence) и благодаря жестам рук и гипнотической силе заставлял людей не шевелиться. Характерным для Графа был маниакальный смех под свет вспышек молний и звук грома в тёмных тонах, а затем Граф удалялся в той же манере, что и появлялся. Продюсеры шоу решили, что такой Граф отпугнёт юных зрителей, и смягчили его поведение, сделав его смех более торжественным в стиле Дракулы, а характер — более дружелюбным. С 33-го сезона Знак появляется в «Улице Сезам» ежедневно в рубрике «Число дня» (англ. Number of the Day).

## Сходство с вампирами
В некоторых народных сказаниях о вампирах говорится, что они любят пересчитывать мелкие предметы и для того, чтобы отвлечь вампира, нужно бросить перед ним горсть семян или соли. Считается, что это, равно как и чеснок, может служить защитой от вампиров.
Граф несёт в себе заметное сходство с Белой Лугоши в роли графа Дракулы, в том числе обладает аналогичным акцентом. Но, несмотря на наличие клыков, он отличается от других вампиров не только козлиной бородкой и моноклем. Например, большинство вампиров ведут ночной образ жизни, так как солнечный свет для них смертелен, Знак же, напротив, даже любит свет и спокойно гуляет на улице днём, а ночью спит. Кроме того, он не пьет кровь, не спит в гробу и во многих отношениях больше похож на человека, чем на вампира. Тем не менее, у Знака есть одна характерная для вампира черта: он не отражается в зеркале (хотя и это в некоторых сериях опровергается).

## В разных странах
- В оригинальной англоязычной версии имя Знака («Count von Count») представляет собой игру слов: слово «сount» одновременно означает и «граф» и «счёт».
- В голландской версии Улицы Сезам у Знака имя «Graaf Tel» (буквально, «Граф Знак»)
- Во французской версии его зовут «Comte von Compte».
- В немецкой версии его зовут «Graf Zahl» (буквально, «Граф Количество»).
- В версии на иврите его зовут «'מר סופר», фонетически произносится как «мар Софер», что буквально означает «Граф Подсчет».
- В мексиканской версии его зовут «El Conde Contar» (буквально, «Граф Подсчет»).
- В польской версии его зовут «Liczyhrabia»
- В португальской версии его имя «Conde de Contar».
- В испанской версии его зовут «El Conde Draco» («Граф Дракула»).
- В турецкой версии его зовут «Sayıların Kontu» (буквально, «Граф чисел»).
- В русской версии его зовут «Граф фон Знак».